# 赵登禹
赵登禹（1898年5月16日—1937年7月28日），字舜诚（一作舜臣），中華民國国民革命军二級上將（追晉），山东省菏泽县赵楼村人。国民革命军第二十九军第一三二师师长，卢沟桥事变后阵亡。

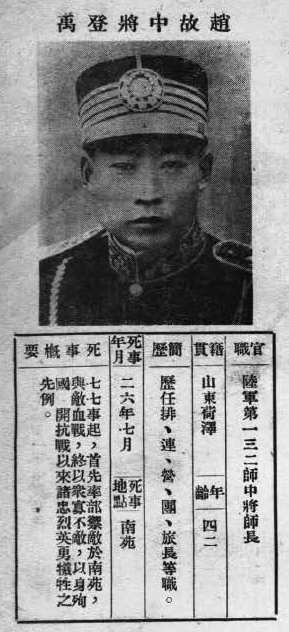
《抗戰軍人忠烈錄》（第一輯）中的趙登禹烈士遺像

## 生平
赵登禹生于一个贫苦农民家庭。少年时，赵登禹因家境贫寒，未入私塾读书，在家务农并与其兄赵登尧拜师练习武术。1914年春，赵登禹、赵登尧兄弟赴西安加入冯玉祥的部队，在冯玉祥的第十六混成旅当兵。1916年，冯玉祥的部队调到廊坊驻防后，赵登禹任冯玉祥的随身护兵。在冯玉祥影响下，赵登禹积极读书识字，学习文化。后来，赵登禹还入西北军教导团学习。1920年，赵登禹被任命为第16混成旅直属工兵连第3排排长，后来历任连长、营长、副团长、团长、旅长、师长等职。1926年参加北伐。1930年，赵登禹随冯玉祥参加中原大战，战败后冯玉祥的部队被整编。1933年，赵登禹任国民革命军第29军第37师第109旅旅长。
1933年初，日军入山海关，进入热河省。3月4日攻占热河省省会承德，随后向长城各口发动进攻。3月10日，日军逼近喜峰口。赵登禹奉命率第109旅从蓟县出发，夜间急行军40华里，在日军之前抵达喜峰口孩儿岭，并击退日军先头部队，在孩儿岭及口门一线稳定了前沿阵地。为有效消灭进攻的日军，赵登禹要求所部待日军进至百米之内，再突然出击，用手榴弹炸，用大刀砍。由于两军混杂，日军的飞机、大炮、坦克无法发挥作用。战斗中，赵登禹腿部被炸弹炸伤。入夜，赵登禹利用日军警戒疏忽的机会，率3,000人自两翼迂回到日军侧后包抄，日军措手不及，死伤惨众，赵登禹部缴获大批武器弹药。激战数日，日军多次进攻未果，中国军队取得喜峰口战斗胜利。
赵登禹领导的喜峰口战斗，击毙日军3,000人，中国军队营、连、排长伤亡五十余名，士兵千名以上。日本《朝日新闻》评价说：“明治造兵以来，皇军名誉尽丧喜峰口外，遭受60年来未有之侮辱。”
长城抗战之后，第29军被调回察哈尔省驻防，赵登禹因功升为第29军第132师师长，并获授陆军中将军衔。1935年8月，第29军被调往北平地区驻防。
1937年7月7日，卢沟桥事变爆发。第29军军长宋哲元任命赵登禹为南苑指挥官，坐镇南苑，与第29军副军长佟麟阁一起负责指挥南苑的所有军事力量。

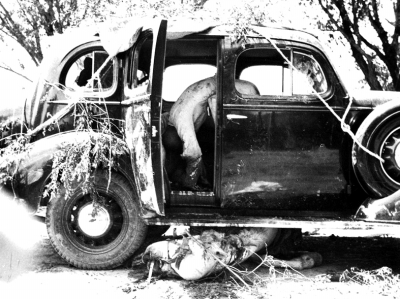
赵登禹阵亡时乘坐的轿车

1937年7月28日拂晓，日军进攻宛平城、衙门口、八宝山、北苑的中国军队阵地，同时以步兵3个联队、炮兵1个联队、飞机30余架进攻南苑。因力量悬殊，中国军队伤亡较大，日军从东、西两侧攻入南苑。赵登禹指挥第29军卫队旅、平津大学生军训团等部与日军展开肉搏战。当天，在南苑的前敌总指挥赵登禹和督战的第29军副军长佟麟阁接到北平的第29军军长宋哲元的命令，要求他们放弃南苑，率部撤往北平方向。但是，日军起先获得汉奸潘毓桂等人出卖的第29军作战计划，7月28日当天日军又得到宋哲元身边的参谋周思静（已受日军收买）的密报，遂抢先在南苑至北平之间的天罗庄（推测为今大红门一带）的公路两侧进行埋伏。当天中午，赵登禹乘轿车指挥部队向大红门方向撤退途中，遭遇埋伏在此的日军袭击。赵登禹当场阵亡，得年39岁。

## 纪念

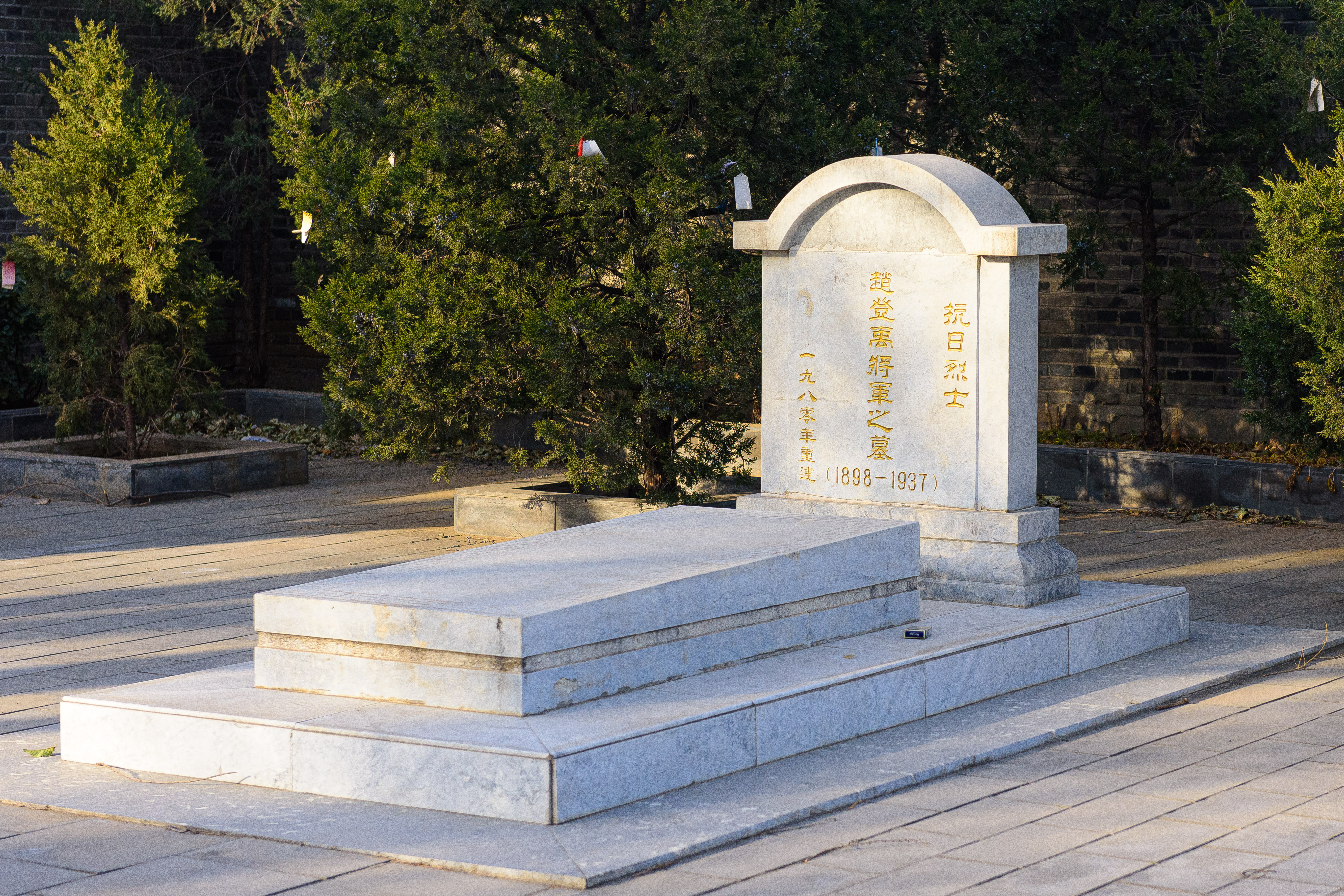
赵登禹墓

赵登禹阵亡后，国共双方都对其做出积极评价。1937年7月31日南京国民政府发布命令，追赠赵登禹为陆军上将。1947年，北平市政府将北沟沿大街改名为赵登禹路，以示纪念。中华人民共和国成立后，人民政府向赵登禹的家属颁发了由毛泽东签署的烈士证书。在中華民國臺北大直的忠烈祠也供奉有趙登禹烈士的牌位。
赵登禹阵亡后，其遗体先被红十字会掩埋，后被龙泉寺僧人收殓。抗日战争胜利后，1946年，在中山公园举办赵登禹、佟麟阁公祭大会后安葬。当时，何基沣奉冯治安之命来到北平，将赵登禹及第29军抗日烈士的灵柩葬于卢沟桥畔。中华人民共和国时期，北京市人民政府对卢沟桥西道口的赵登禹墓进行过多次修缮。文化大革命期间，赵登禹墓被毁，赵登禹的遗体遭到红卫兵侮辱。1980年，赵登禹墓被人民政府修复。
抗日歌曲《大刀進行曲》，是1937年作曲家麦新为國民革命軍第29军赵登禹的大刀队的事迹而创作。
劇作家唐納與上海《大公報》“大公戲劇電影讀者會”同人共同創作了三幕國防話劇《趙登禹之死》，於1937年8月8日-13日連載于《大公俱樂部》，因淞滬會戰爆發未能完成全篇連載。
1997年12月9日，北京市丰台区大红门中学更名为赵登禹中学，2003年4月与嘉园小学合并为北京市赵登禹学校。
2014年9月1日，赵登禹被列入中华人民共和国民政部公布的第一批300名著名抗日英烈和英雄群体名录。

## 逸事
1934年，刚升任第132师师长的赵登禹见部下捉到两只火狐，乃亲笔致信北平的万牲园称：
敝师驻防塞北，有名殿布青山者，日前偶在该山得获火狐两只，因敝师不便饲养，恐日久伤其生命，殊为可惜，素谂贵园万牲罗列，以供游人观瞻，兹特派副官单永安，携往送上，即请查收为荷，此致万牲园。